# La Gabaldonera
La Gabaldonera, também conhecida como Levante do General Gabaldón, foi uma revolta militar na Venezuela contra o ditador Juan Vicente Gómez.

## Levante
A revolta começou em 28 de abril de 1929, quando o general José Rafael Gabaldón, que havia sido presidente do estado de Portuguesa desde 1909 até romper com o governo de Juan Vicente Gómez, deixou sua fazenda Santo Cristo, em Portuguesa, com trinta homens contra o regime gomecista. Durante o levante, Gabaldón, ocupou as cidades de Boconó (estado de Trujillo), Guanare (estado de Portuguesa), El Tocuyo (estado de Lara) e Biscucuy (Portuguesa). A campanha durou até 24 de junho, quando Gabaldón foi aprisionado.

## Resultado
Gabaldón foi enviado para a prisão Las Tres Torres, em Barquisimeto, e posteriormente para Castillo Libertador, em Puerto Cabello, onde permaneceu até a morte de Vicente Gómez em 1935. Em 19 de novembro de 1929, o governo gomecista libertou os estudantes detidos como resultado da revolta e da Expedição de Falke de agosto  por Román Delgado Chalbaud, incluindo Luis Hernández Solís, Rómulo Betancourt, Jóvito Villalba e Ernesto Silva Tellería.